# Jazgrza Williamsa

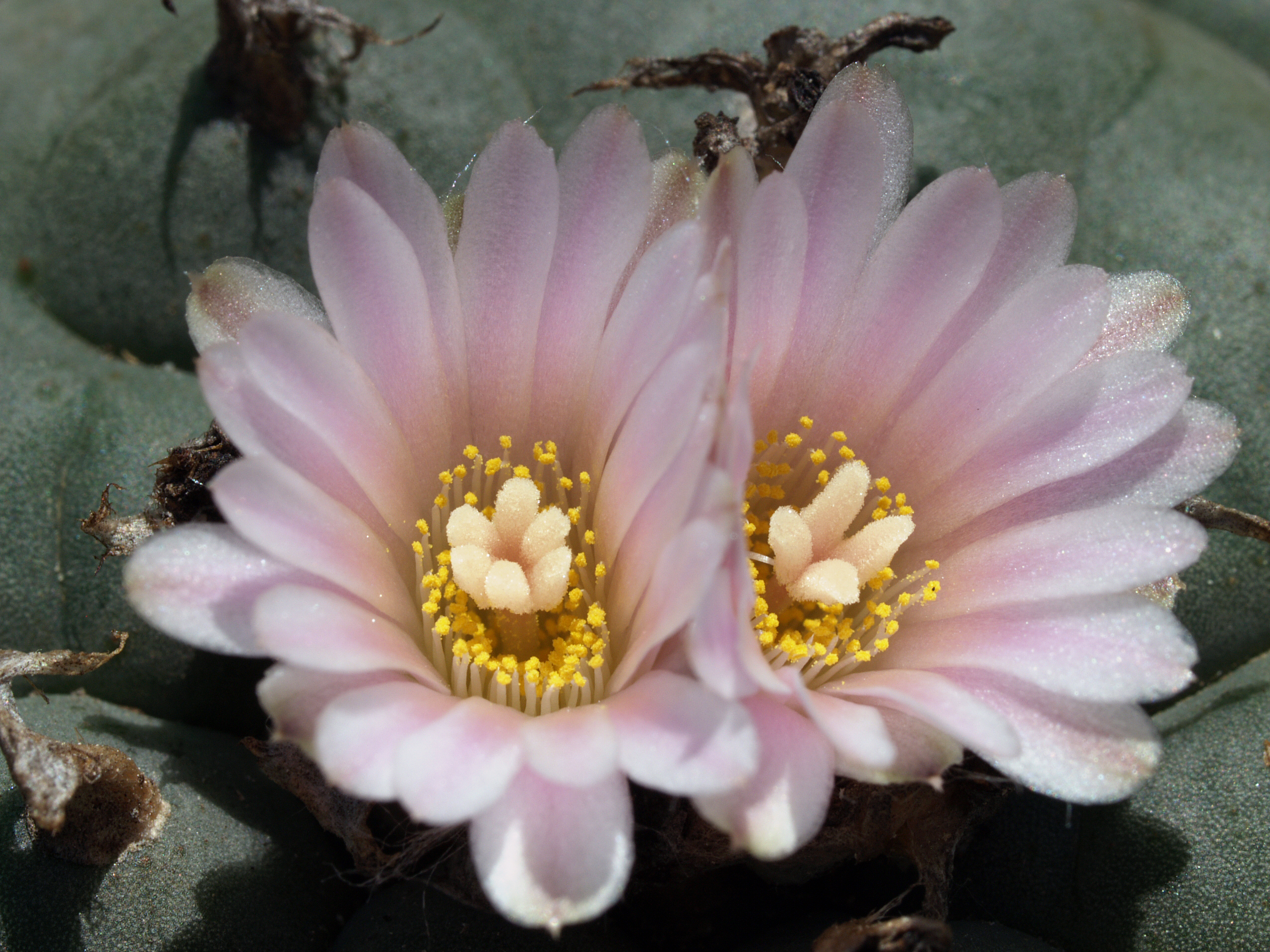
Kwiat jazgrzy Williamsa

Jazgrza Williamsa (Lophophora williamsii), pejotl, echinokaktus Williamsa, jeżowiec Williamsa – gatunek sukulenta pędowego z rodziny kaktusowatych. Jest byliną pochodzącą z pustyń i półpustyń Nowego Meksyku oraz Teksasu. 

## Morfologia
ŁodygaPrzekształcona w kulisty, mięsisty, szarozielony pęd o wysokości do 15–20 cm. Jest on słabo żeberkowany i nie posiada cierni. Areole wyposażone są we włoski.
KwiatyNieduże, różowego koloru, o wielopłatkowym okwiecie. Wewnątrz kwiatów 1 słupek i liczne pręciki.
OwocJagoda.

## Zastosowanie
Nazwa pejotl pochodzi z języka nahuatl, w którym słowo peyotl oznacza „migotać”, „połyskiwać”. Jest on źródłem wielu alkaloidów z rodziny fenetylamin (głównie meskaliny). Jak wszystkie gatunki Lophophora, rośnie on bardzo wolno, często zanim zakwitnie mija nawet 30 lat. Pejotl w smaku jest gorzki. Meskalinę kaktus zaczyna wytwarzać po 5 latach, jednak okazy rosnące poza środowiskiem naturalnym i w ziemi o nieodpowiednim składzie biochemicznym dają po zjedzeniu raczej nieprzyjemne dolegliwości żołądkowe niż odurzające, o czym pisał już Stanisław Ignacy Witkiewicz w dziele Nikotyna, Alkohol, Kokaina, Peyotl, Morfina, Eter: 

Preparaty które dostawałem następnie od dr. Rouhier, wydobyte z kaktusów, hodowanych zdaje się na Côte d'Azur, nie dorównują mu [oryginalnemu peyotlowi rosnącemu w naturalnych warunkach] co do zdolności wywoływania wizji, a przewyższają znacznie co do skutków ujemnych.

 Eksperymentujący z pejotlem Witkiewicz, głównie w latach 30. XX w., stworzył wiele portretów będąc pod wpływem tej rośliny.
Wzrost zainteresowania pejotlem w latach 70. był spowodowany opublikowaniem wczesnych prac antropologa Carlosa Castanedy. Don Juan Matus, domniemany nauczyciel Castanedy, miał używać nazwy Mescalito w odniesieniu do mocy zwanej „pomocnikiem”, „opiekunem”, która ujawnia się spożywającym pejotl, ucząc ich „właściwego sposobu życia”.
Środowisko naukowe, po początkowej akceptacji i uznaniu, zarzuciło Castanedzie, że w swych pracach zbyt wiele uwagi poświęca środkom psychotropowym i ich działaniu, a za mało elementom kulturowym. Po publikacji kolejnych prac podejrzenia w środowisku naukowym o to, iż cała praca Castanedy to fikcja, nasiliły się do tego stopnia, że w trosce o rzetelność naukową, środowisko antropologów odcięło się od Castanedy i odebrano mu również tytuł doktorski.